# Індіанаполіс Кепіталс
Індіанаполіс кепіталс (англ. Indianapolis Capitals) — американська професійна хокейна команда, яка базувалася в місті Індіанаполіс, штат Індіана та грала в Американській хокейній лізі від 1939 року до 1952 року. Столичні виграли Кубок Колдера в 1942 і 1950. Свої ігри вони проводили «Пепсі Колізеум». Існувала також команда яка грала в центральній хокейній лізі з ідентичною назвою «Індіанаполіс Кепіталс», яка в 1963 році грала на тій же арені. Вони зіграли дев'ять ігор, та переїхали до Цинциннаті, де отримали назву «Цинциннаті Вінгз».

## Коротка історія
- «Індіанаполіс Кепіталс» 30-ті роки, Аматорська команда, яка брала участь в місцевих турнірах-змаганнях.
- «Індіанаполіс Кепіталс» 1939–1940 (Інтернаціональна-Американська хокейна ліга)
- «Індіанаполіс Кепіталс» 1940–1952 (Американська хокейна ліга)
- «Індіанаполіс Кепіталс» 1963- ???? (Центральна хокейна ліга)

## Спортивні віхи команди
Про «Індіанаполіс Кепіталс» вперше почули на американському континенті в 1939 році, коли вони викупивши франшизу до Американської хокейної ліги згодом стали фарм-клубом «Детройт Ред-Вінгс» (Detroit Red Wings) котра грала в Національній хокейній лізі (НХЛ).
Вже у своєму третьому сезоні в АХЛ команда досягла фіналу Кубку Колдера, в якому вона перемогла в серії з рахунком 3:2 перегравши тоді «Герші Берс». Через рік команда знову дойшла до фіналу, але цього разу в серії ігор з «Баффало Бізонс» (Buffalo Bisons) вони програли в драматичному осанньому поєдинку (серія з 5 ігор). Протягом наступних шести сезонів, «столичні» не досягали плей-оф, або вже залишали турнір в першому турі, так було аж до 1949/50 сезону, коли команда знову перемогла в фіналі Колдер Кубку здолавши «Клівленд баронс» в фінальній серії 4-0. Після цього успіху «столичні» Індіанаполіса протягом найближчих двох років, жодного разу в плей-оф не доходили, а згодом їх франшиза була викуплена, а команда в Індіонаполісі розпущена в 1952 році, після тринадцяти років в АХЛ.
Команда була в 1963 році заявлена в Центральній хокейній лізі під тим же ім'ям. Вони зіграли лише дев'ять ігор, та були переміщенні в Цинциннаті в результаті вибуху в Пепсі Колізеумі, але назад до рідного міста команда з такою гучною назвою вже ніколи не поверталась.

## Зведена таблиця турнірних досягнень
| Сезон   | Ігри | Перемоги | Поразки | Нічиї | Очки | Забито шайб | Пропущено шайб | Місце      |
| ------- | ---- | -------- | ------- | ----- | ---- | ----------- | -------------- | ---------- |
| 1939-40 | 56   | 26       | 20      | 10    | 62   | 174         | 144            | 1-е, захід |
| 1940-41 | 56   | 17       | 28      | 11    | 45   | 133         | 168            | 5-е, захід |
| 1941-42 | 56   | 34       | 15      | 7     | 75   | 204         | 144            | 1-е, захід |
| 1942-43 | 56   | 29       | 23      | 4     | 62   | 211         | 181            | 2-е, захід |
| 1943-44 | 54   | 20       | 18      | 16    | 56   | 156         | 156            | 2-е, захід |
| 1944-45 | 60   | 25       | 11      | 24    | 61   | 169         | 167            | 2-е, захід |
| 1945-46 | 62   | 33       | 20      | 9     | 75   | 286         | 238            | 1-е, захід |
| 1946-47 | 64   | 33       | 18      | 13    | 79   | 285         | 215            | 4-е, захід |
| 1947-48 | 68   | 32       | 30      | 6     | 70   | 293         | 260            | 4-е, захід |
| 1948-49 | 68   | 39       | 17      | 12    | 90   | 288         | 209            | 2-е, захід |
| 1949-50 | 70   | 35       | 24      | 11    | 81   | 267         | 231            | 2-е, захід |
| 1950-51 | 70   | 38       | 29      | 3     | 79   | 287         | 255            | 2-е, захід |
| 1951-52 | 68   | 22       | 40      | 6     | 50   | 232         | 273            | 5-е, захід |

В серіях плей-оф
| Сезон   | 1-ий раунд                                     | 2-ий раунд                                           | Фінал                                                |
| ------- | ---------------------------------------------- | ---------------------------------------------------- | ---------------------------------------------------- |
| 1939-40 | поразка, Провіденс Редс Providence Reds        | —                                                    | —                                                    |
| 1940-41 | Не попали в серію плей-оф                      | Не попали в серію плей-оф                            | Не попали в серію плей-оф                            |
| 1941-42 | В, 3-2, Спрингфілд Індіанс Springfield Indians | bye                                                  | W, 3-2, Герші Берс Hershey Bears                     |
| 1942-43 | В, 2-0, Пітсбург Горнетс Pittsburgh Hornets    | W, 2-0, Клівленд Баронс Cleveland Barons (1937–1973) | L, 0-3, Баффало Бізонс Buffalo Bisons (АХЛ)          |
| 1943-44 | П, 1-4, Баффало Бізонс Buffalo Bisons (АХЛ)    | —                                                    | —                                                    |
| 1944-45 | П, 1-4, Герші Берс Hershey Bears               | —                                                    | —                                                    |
| 1945-46 | П, 1-4, Баффало Бізонс Buffalo Bisons (АХЛ)    | —                                                    | —                                                    |
| 1946-47 | Не попали в серію плей-оф                      | Не попали в серію плей-оф                            | Не попали в серію плей-оф                            |
| 1947-48 | Не попали в серію плей-оф                      | Не попали в серію плей-оф                            | Не попали в серію плей-оф                            |
| 1948-49 | П, 0-2, Герші Берс Hershey Bears               | —                                                    | —                                                    |
| 1949-50 | В, 2-0, Сент Луїс Флаєрс St. Louis Flyers      | W, 2-0, Провіденс Редс Providence Reds               | W, 4-0, Клівленд Баронс Cleveland Barons (1937–1973) |
| 1950-51 | П, 0-3, Герші Берс Hershey Bears               | —                                                    | —                                                    |
| 1951-52 | Не попали в серію плей-оф                      | Не попали в серію плей-оф                            | Не попали в серію плей-оф                            |

## Пепсі Колізеум— трагічний політ
«Пепсі Колізеум» є багатоцільова спортивна арена в Індіанаполісі, штат Індіана розрахована на 8 200 глядачів. Раніше вона була відома як Індіана Стейт Фейр Колізеум. Вона була побудована в 1939 році, замінивши собою попередній Колізеум, побудований в 1907 році. Колізеум був розташований в ярмарковому громадському центрі і використовується для державних заходів, а також цілий рік для різних спортивних, концертних видовищ. Але 31 жовтня, 1963 року, під час Льодового шоу, витік пропану викликав вибух в результаті якого загинули 74 чоловік. Через кілька років арену реставрували, за згадку про цю подію висять дві Меморіальні дошки (з зовні та з середини приміщення).